# Santino Coppa
Santo Coppa, detto Santino (Ragusa, 25 ottobre 1950), è un allenatore di pallacanestro italiano.
Ha fondato e allenato la Trogylos Priolo, con cui ha vinto due scudetti e una Coppa dei Campioni, e ha guidato anche la Nazionale maltese.

## Caratteristiche tecniche
Teorico delle difese miste, ha tenuto parecchi corsi di basket, in Italia ed all'estero, ed è stato docente presso l'Istituto Superiore di Educazione Fisica.

## Carriera

### Nei club
Formatosi a livello cestistico nella sua città, si avvicinò a questo sport da fotografo durante le partite della Virtus Ragusa.
È l'inventore del "Fenomeno Priolo". È stato il fondatore e fino alla stagione 2002-2003 l'unico allenatore del Trogylos Priolo, campione d'Italia negli anni 1989 e 2000 e campione d'Europa nel 1990.
Nella sua carriera ha anche vinto alcuni trofei a livello giovanile, primo in ordine di tempo, la medaglia d'oro conquistata con la scuola dove era docente ai Giochi della Gioventù di Bari nel 1978. L'anno successivo a Genova nella stessa manifestazione ha conquistato l'argento.
Nella stagione 2003-2004 lascia la Trogylos Priolo per andare ad allenare la Famila Schio, dove conquista la Coppa Italia 2004. Nella stagione 2005-2006 ritorna alla Trogylos Priolo e raggiunge la finale scudetto, persa contro Schio.
Con il ritiro dalla massima serie della squadra biancoverde, Coppa organizzò il primo camp che portava il suo nome e poi annunciò il suo passo indietro da allenatore della squadra iscritta in Serie B (e poi ammessa in C) in favore di Andrea Bianca; si era liberato anche per avviare un'accademia del basket.
Nel luglio 2015 è stato nominato responsabile tecnico della Rainbow Catania, per la supervisione dell'attività della prima squadra (in Serie C) e del settore giovanile. Il suo era un ruolo chiave per il rinnovamento del progetto della società etnea e la creazione di una foresteria per le ragazze del vivaio.
Nel dicembre del 2017 diviene l'allenatore del Verga Palermo. Il 18 maggio 2019, vincendo i playoff, riporta le siciliane in Serie A1 dopo 29 anni di assenza.
Nel 2024 pubblica il libro "A Priolo non c'era un canestro" sull'esperienza con la Trogylos. Nello stesso anno vince il campionato maltese femminile con la Caffe Moak Luxol. A novembre 2024, subentra ad Antonio Zanet sulla panchina della Stella Basket Palermo, tornando così ad allenare in Serie B italiana. 

### Carriera con la Nazionale Maltese
Nel 2003 è stato chiamato dalla Federazione Maltese a guidare la Nazionale femminile conquistando la prima ed unica medaglia d'oro nella storia di questa Federazione ai X Giochi dei Piccoli Stati.
Ha conseguito il terzo posto nella  Promotion Cup nel 2004.
Nel 2006 per la prima volta la Rappresentativa Maltese ha partecipato ai Giochi del Commonwealth disputatisi in Australia.
Nel 2008 ha vinto per la prima volta gli Europei di categoria che si sono disputati in Lussemburgo.
Nel 2009 è ritornato a conquistare la Medaglia d'Oro a Cipro nei Giochi per Piccoli Stati.
Nel 2010, in Armenia, è riuscito nell'impresa di riconfermarsi Campione d'Europa.
Nel 2012 ha conquistato la medaglia di bronzo all'Europeo per piccoli stati. È stato sostituito in seguito da Angela Adamoli.

## Statistiche da allenatore

### Nei club
| Stagione  | Squadra               | St. regolare | St. regolare | St. regolare | St. regolare | St. regolare | Post season | Post season | Post season | Post season | Coppa nazionale | Coppa nazionale | Coppa nazionale | Coppa nazionale | Coppa nazionale | Coppe europee | Coppe europee | Coppe europee | Coppe europee | Coppe europee |
| Stagione  | Squadra               | Lega         | Ris          | G            | V            | P            | Ris         | G           | V           | P           | Ed              | Ris             | G               | V               | P               | Ed            | Ris           | G             | V             | P             |
| --------- | --------------------- | ------------ | ------------ | ------------ | ------------ | ------------ | ----------- | ----------- | ----------- | ----------- | --------------- | --------------- | --------------- | --------------- | --------------- | ------------- | ------------- | ------------- | ------------- | ------------- |
| 1999-2000 | Isab Priolo           | A1           | 6º           | 26           | 14           | 12           | 1º          | 10          | 9           | 1           | -               | -               | -               | -               | -               | -             | -             | -             | -             | -             |
| 2000-2001 | Isab Energy Priolo    | A1           | 7º           | 26           | 14           | 12           | 1/8         | 2           | 0           | 2           | -               | -               | -               | -               | -               | ELW           | 1/8           | 12            | 2             | 10            |
| 2001-2002 | Trogylos Priolo       | A1           | 7º           | 26           | 12           | 14           | ¼           | 3           | 1           | 2           | -               | -               | -               | -               | -               | -             | -             | -             | -             | -             |
| 2002-2003 | Acer Priolo           | A1           | 12º          | 26           | 7            | 19           | -           | -           | -           | -           | -               | -               | -               | -               | -               | -             | -             | -             | -             | -             |
| 2003-2004 | Famila Schio          | A1           | 1º           | 20           | 16           | 4            | 3º          | 6           | 3           | 3           | CI              | 1º              | 2               | 2               | 0               | -             | -             | -             | -             | -             |
| 2004-2005 | Acer Priolo           | A1           | 9º           | 30           | 16           | 14           | ¼           | 2           | 0           | 2           | -               | -               | -               | -               | -               | -             | -             | -             | -             | -             |
| 2005-2006 | Acer Priolo           | A1           | 2º           | 30           | 22           | 8            | 2º          | 10          | 6           | 4           | CI              | ½               | 2               | 1               | 1               | -             | -             | -             | -             | -             |
| 2006-2007 | Acer Priolo           | A1           | 4º           | 30           | 22           | 8            | ½           | 6           | 3           | 3           | CI              | ½               | 1               | 0               | 1               | ECW           | 1/16          | 8             | 4             | 4             |
| 2007-2008 | Acer Priolo           | A1           | 6º           | 26           | 13           | 13           | ¼           | 3           | 1           | 2           | -               | -               | -               | -               | -               | -             | -             | -             | -             | -             |
| 2008-2009 | Acer Erg Priolo       | A1           | 7º           | 26           | 16           | 10           | ¼           | 2           | 0           | 2           | -               | -               | -               | -               | -               | -             | -             | -             | -             | -             |
| 2009-2010 | Erg Power&Gas Priolo  | A1           | 5º           | 22           | 13           | 9            | ¼           | 3           | 1           | 2           | CI              | Q               | 4               | 2               | 2               | -             | -             | -             | -             | -             |
| 2010-2011 | Erg Priolo            | A1           | 7º           | 22           | 10           | 12           | ¼           | 2           | 0           | 2           | CI              | Q               | 2               | 0               | 2               | -             | -             | -             | -             | -             |
| 2011-2012 | Erg Priolo            | A1           | 10º          | 22           | 5            | 17           | out         | 2           | 2           | 0           | CI              | ¼               | 4               | 1               | 3               | -             | -             | -             | -             | -             |
| 2012-2013 | Erg Priolo            | A1           | 6º           | 18           | 7            | 11           | ¼           | 2           | 0           | 2           | -               | -               | -               | -               | -               | -             | -             | -             | -             | -             |
| 2013-2014 | Bricocenter Priolo    | A1           | 11º          | 20           | 3            | 17           | -           | -           | -           | -           | -               | -               | -               | -               | -               | -             | -             | -             | -             | -             |
| 2017-2018 | Andros Basket Palermo | A2           | 2°           | -            | -            | -            | -           | -           | -           | -           | -               | -               | -               | -               | -               | -             | -             | -             | -             | -             |
| Totale    | Totale                | Totale       | Totale       | -            | -            | -            | -           | -           | -           | -           | -               | -               | -               | -               | -               | -             | -             | -             | -             | -             |

### In Nazionale
| Stagione | Selezione         | Competizioni | Competizioni | Competizioni | Competizioni | Competizioni |
| Stagione | Selezione         | Ed           | Ris          | G            | V            | P            |
| -------- | ----------------- | ------------ | ------------ | ------------ | ------------ | ------------ |
| 2010     | Nazionale maltese | Euro-DC      | 1º           | 4            | 4            | 0            |
| 2012     | Nazionale maltese | Euro-PS      | 3º           | 5            | 4            | 1            |
| Totale   | Totale            | Totale       | Totale       | 9            | 8            | 1            |

## Premi
Nella sua lunga carriera è stato insignito di numerosi riconoscimenti tra i quali allenatore dell'anno 1989 per l'Associazione Nazionale Allenatori Basket, nel 1998 per la Lega Basket e nel 2001 è stato insignito del Premio Reverberi, riconoscimento, quest'ultimo, mai assegnato ad un allenatore del settore femminile. Nel 2010 la Lega Basket lo ha riconosciuto ancora una volta Allenatore dell'anno.

## Palmarès
- Campionato italiano: 2
Trogylos Priolo: 1988-89, 1999-2000
- Coppa dei Campioni: 1
Trogylos Priolo: 1989-90
- Coppa Italia: 1
Pall. Femm. Schio: 2004
- Campionato maltese femminile: 1
Luxol: 2023-2024
- Nazionale di Malta: 
2003 Giochi dei Piccoli Stati - Medaglia d'Oro
2004 Promotion Cup - Medaglia di Bronzo
2008 Campione d'Europa
2009 Giochi dei Piccoli Stati - Medaglia d'Oro
2010 Campione d'Europa
2012 Giochi dei Piccoli Stati - Medaglia di Bronzo